# 何維栢
何維柏（1511年—1587年），字喬仲，號古林、又号天山，廣東承宣布政使司廣州府南海縣（今廣東省佛山市南海區）人，《廣州説古》一書則说何維柏為廣州府三水縣人，明朝學者、政治人物。諡端恪。

## 生平
原为三水县学附学生，中式嘉靖十年辛卯科廣東鄉試第七十一名舉人。嘉靖十四年（1535年）中式乙未科會試第一百五十四名，登第三甲第一百七十二名進士。選庶吉士，十六年正月授浙江道監察御史，巡按福建。
嘉靖二十四年（1545）五月，上疏彈劾嚴嵩貪污，帝怒下獄廷杖，削籍居家。家居二十餘年。何回鄉後，“乃聚徒講學，辟天山書院於邑之小港（按：邑指番禺，海珠區地域在廣州設市前，向屬番禺縣管轄），從遊者甚眾。”
隆慶元年（1567年）復官，升任大理寺少卿，后再升左僉都御史、進左副都御史；因母喪丁憂。萬曆三年，再升任至吏部右侍郎、吏部左侍郎。因得罪張居正，停俸三月。不久，改為南京禮部尚書。
萬曆五年（1577年），與時宰相張居正不合，何再次被罷官，被罷官，返廣州河南小港講學，把書院改名天山草堂。時草堂附近小港湧上原有一小木橋，來往行人深感不便。後何帶頭斥資改建為石橋。而何辛勤講學多年，從學者半數中舉人，10余人中進士。鄉人為紀念何維柏之功，在小港橋頭建一座石牌坊，刻雲桂發祥。

## 家族
曾祖何榮；祖父何方；父何應初。前母陸氏；母馮氏。重庆下。有弟何維椅、子何崇亨。

## 延伸阅读
[在维基数据编辑]
 《明史卷二百一十》，出自《明史》